# Mailman
GNU Mailman è un software di gestione di mailing list sviluppato nell'ambito del progetto GNU.
Mailman è scritto prevalentemente in Python. Distribuito sotto la GNU General Public License Mailman è software libero.
Mailman funziona con mail server Unix, tipo sendmail, Postfix e qmail. Possiede una interfaccia Web per la gestione delle liste, dei messaggi e l'antispam
Il progetto è stato iniziato da John Viega, ma attualmente il principale sviluppatore è Barry Warsaw.